# Boddington (ort)
Boddington är en ort i Australien. Den ligger i kommunen Boddington och delstaten Western Australia, omkring 110 kilometer sydost om delstatshuvudstaden Perth. Antalet invånare är 926.
Trakten runt Boddington är nära nog obefolkad, med mindre än två invånare per kvadratkilometer.. Boddington är det största samhället i trakten.
I omgivningarna runt Boddington växer huvudsakligen savannskog. Genomsnittlig årsnederbörd är 757 millimeter. Den regnigaste månaden är september, med i genomsnitt 139 mm nederbörd, och den torraste är februari, med 9 mm nederbörd.